# Ko-minato
Ko-minato (Transkription von japanisch 小湊 ‚Kleiner Hafen‘, norwegisch Vesalvika) ist eine Nebenbucht der Lützow-Holm-Bucht an der Prinz-Harald-Küste des ostantarktischen Königin-Maud-Lands. Sie liegt auf der Nordseite der Hügelkette Langhovde.
Norwegische Kartografen kartierten die Bucht 1946 anhand von Luftaufnahmen der Lars-Christensen-Expedition 1936/37. Japanische Kartographen kartierten sie anhand von 1957 durchgeführten Vermessungen und gaben ihr 1962 ihren Namen.